# Communauté de communes Val de Viosne
Pour les articles homonymes, voir Viosne (homonymie).
La communauté de communes Val de Viosne était une communauté de communes française créé en 2003, située dans le département du Val-d'Oise et la région Île-de-France.
Elle a fusionné le 1er janvier 2013 avec d'autres intercommunalités pour former la communauté de communes Vexin centre.

## Histoire
La communauté de communes a été créée par arrêté préfectoral du 24 décembre 2002. 
Elle a depuis été concernée par deux modifications de sa composition :
- décembre 2003 : retrait de Berville, en vue de son adhésion à la communauté de communes de la Vallée du Sausseron
- décembre 2004 : adhésion de Montgeroult[1].

Conformément au Schéma départemental de coopération intercommunale du Val-d'Oise approuvé le 11 novembre 2011, elle a fusionné le 1er janvier 2013 avec la communauté de communes des Trois Vallées du Vexin et   la communauté de communes du Plateau du Vexin pour former la communauté de communes Vexin centre.

## Le territoire communautaire

### Composition
La communauté de communes  regroupe 14 communes et 10 639 habitants (en 1999) :
| Nom                 | Code Insee | Gentilé         | Superficie (km2) | Population (dernière pop. légale) | Densité (hab./km2) |
| ------------------- | ---------- | --------------- | ---------------- | --------------------------------- | ------------------ |
| Marines (siège)     | 95370      | Marinois        | 8,26             | 3 464 (2014)                      | 419                |
| Chars               | 95142      | Charsiens       | 16,71            | 2 081 (2014)                      | 125                |
| Boissy-l'Aillerie   | 95078      | Buxeriens       | 6,53             | 1 817 (2014)                      | 278                |
| Cormeilles-en-Vexin | 95177      | Cormeillois     | 9,56             | 1 291 (2014)                      | 135                |
| Santeuil            | 95584      | Santeuillais    | 5,34             | 647 (2014)                        | 121                |
| Grisy-les-Plâtres   | 95287      | Grisyliens      | 7,15             | 632 (2014)                        | 88                 |
| Frémécourt          | 95254      | Frémécourtois   | 4,28             | 556 (2014)                        | 130                |
| Haravilliers        | 95298      | Haravillois     | 10,90            | 552 (2014)                        | 51                 |
| Montgeroult         | 95422      | Montgeroldien   | 4,97             | 408 (2014)                        | 82                 |
| Bréançon            | 95102      | Bréançonnais    | 10,61            | 371 (2014)                        | 35                 |
| Neuilly-en-Vexin    | 95447      | Néoviciens      | 2,96             | 189 (2014)                        | 64                 |
| Brignancourt        | 95110      | Brignancourtois | 3,06             | 196 (2014)                        | 64                 |
| Le Heaulme          | 95303      | Heaulmois       | 1,96             | 205 (2014)                        | 105                |
| Theuville           | 95611      | Theuvillois     | 4,97             | 24 (2014)                         | 4,8                |

## Administration

### Siège
La communauté de communes avait son siège à Marines, 10 bis boulevard Gambetta.

### Élus
La Communauté de communes est administrée par son Conseil communautaire, composé  de  conseillers communautaires, qui sont des conseillers municipaux représentant chacune des communes membres.

### Liste des présidents
| Période                                  | Période          | Identité        | Étiquette | Qualité                                                                        |
| ---------------------------------------- | ---------------- | --------------- | --------- | ------------------------------------------------------------------------------ |
| Les données manquantes sont à compléter. |                  |                 |           |                                                                                |
| ?                                        | 2008             | Jean Brugeilles |           |                                                                                |
| 8 avril 2008                             | 31 décembre 2012 | Michel Guiard   |           | Maire de Boissy l'Aillerie (2001 → ) Président de la CC Vexin centre (2013 → ) |

### Compétences
Les communes avaient délégué à la Communauté les compétences suivantes : 
- Aménagement de l’espace 
  - Études et réalisations de toutes opérations d’intérêt communautaire et concourant à l’aménagement de l’espace. Dans ce cadre, la communauté pourra assurer l’entretien, l’aménagement et la gestion des sentiers et chemins ruraux communaux par voie de convention avec les communes ;
  - Acquisitions et constitutions de réserves foncières destinées aux activités et équipements communautaires ;
  - Participations aux actions de développement et d’aménagement conduites notamment dans le cadre de la Charte du Parc Naturel Régional du Vexin  français.

- Développement économique 
  - Études, création, aménagement; gestion et entretien des zones d’activités économiques déclarées d’intérêt communautaire ;

Est déclarée d’intérêt communautaire dans un premier temps, l’extension de la zone d’activités intercommunale dite ZAEI du lieu-dit la Richarderie à Marines. D’autres zones d’intérêt communautaire pourront être ultérieurement définies ;
- - Études et actions visant à développer, promouvoir et organiser une offre touristique communautaire à l’échelle du territoire. Cette action pourra se faire notamment dans le cadre d’un partenariat avec le Parc Naturel Régional du Vexin français.
- Voirie 
  - Études préalables à la définition des critères pour déterminer la voirie d’intérêt communautaire ;
  - Construction, aménagement et entretien de la voirie reconnue d’intérêt communautaire.

- Equipements sportifs, culturels et d’enseignement élémentaire et préélémentaire 
  - Études préalables à la définition des critères pour déterminer les équipements en la matière d’intérêt communautaire ;
  - Construction, aménagement, entretien, gestion voire animation par le recrutement de personnel spécialisé de ces équipements d’intérêt communautaire.

- Protection et mise en valeur de l’environnement 
  - Collecte et traitement des ordures ménagères par l'intermédiaire du SMIRTOM du Vexin.

- Politique du logement et cadre de vie 
  - Études, réalisations, mise en œuvre et suivis d’actions en lien avec l’habitat (opération programmée d’amélioration de l’habitat intercommunal etc.). Cette compétence pourra se faire dans le cadre de partenariats et de conventions avec le Parc Naturel Régional du Vexin français.

- Petite enfance et périscolaire 
  - Études, coordination et développement d’actions en faveur de l’accueil de la petite enfance et du périscolaire. La communauté de communes est compétente pour créer, gérer et entretenir des équipements reconnus d’intérêt communautaire.

- Prévention de la délinquance et sécurité publique 
  - La communauté de communes pourra étudier et mettre en commun des moyens de sécurité de biens et de personnes ainsi que des moyens de prévention de la délinquance. Dans ce cadre, la communauté de communes pourra conventionner avec les services compétents dans les dispositifs contractuels existants en la matière.

### Fiscalité et budget
L'intercommunalité était financée par une fiscalité additionnelle sur les impôts locaux, ainsi qu'une fiscalité professionnelle de zone.